# Utica, New York
Utica este un oraș și sediul comitatului Oneida, din statul american  New York,  Statele Unite ale Americii. În anul 2000, conform recensământului efectuat de United States Census Bureau orașul avea 60.651 de locuitori.